# Little Dragon
ID "{{{qid}}}" är okänt för systemet. Var god använd ett giltigt enhets-ID.
Little Dragon är ett svenskt electronica-band från Göteborg bildat av Yukimi Nagano, Erik Bodin, Fredrik Wallin och Håkan Wirenstrand.
Bandet var ett av husbanden i säsong 2020/21 av På spåret.

## Diskografi
Album
- 2007: Little Dragon
- 2009: Machine Dreams
- 2011: Ritual Union
- 2014: Nabuma Rubberband
- 2017: Season High
- 2020: New Me, Same Us